# Niedernberg
Niedernberg er en kommune i Landkreis Miltenberg i Regierungsbezirk Unterfranken i den tyske delstat Bayern.

## Geografi
Niedernberg ligger knap 10 km syd for Aschaffenburg og 50 km sydøst for Frankfurt am Main. Niedernberg er den nordligste kommune i landkreis Miltenberg og ligger på venstre bred af floden Main.

### Naturvilkår
På grund af sin beliggenhed har Niedernberg ofte måttet kæmpe mod oversvømmelser i de Main-nære områder og skader fra is i tøbruddet, og allerede i 1559 forsøgte man ved den sydøstlige ende af stadsbefæstningen at bygge en isbryder; den havde dog ikke den ønskede virkning.
Den mest ødelæggende begivenhed for Niedernberg indtraf under et tøbrud i februar 1784 , da Main skyllede gennem dalen i en højde på 10 m over normal højde, og vandmasserne rev skibe, huse og stalde med tøjrede dyr med sig.

### Afgrænsning
Byområdet går hovedsageligt mod vest, da området mod nord er er beskyttet som vandindvindingsområde, mod øst ligger Main og mod syd afgrænses byen af nogle søer, der er opstået ved grusgravning, men nu er omdannet til rekreative områder.

### Nabokommuner
|                      | Aschaffenburg (10 km ligger ved Main )        |                                                 |  |  |
|                      |                                               |                                                 |  |  |
| Großostheim (4,1 km) |                                               | Sulzbach (1,6 km, på den modsatte side af Main) |  |  |
|                      | Großwallstadt (3,9 km, ligger også ved Main ) |                                                 |  |  |
|                      |                                               |                                                 |  |  |
|                      | Miltenberg (20 km)                            |                                                 |  |  |

(afstandangivelser er fra centrum af byen)